# Nhà hát Wilam Horzyca ở Toruń

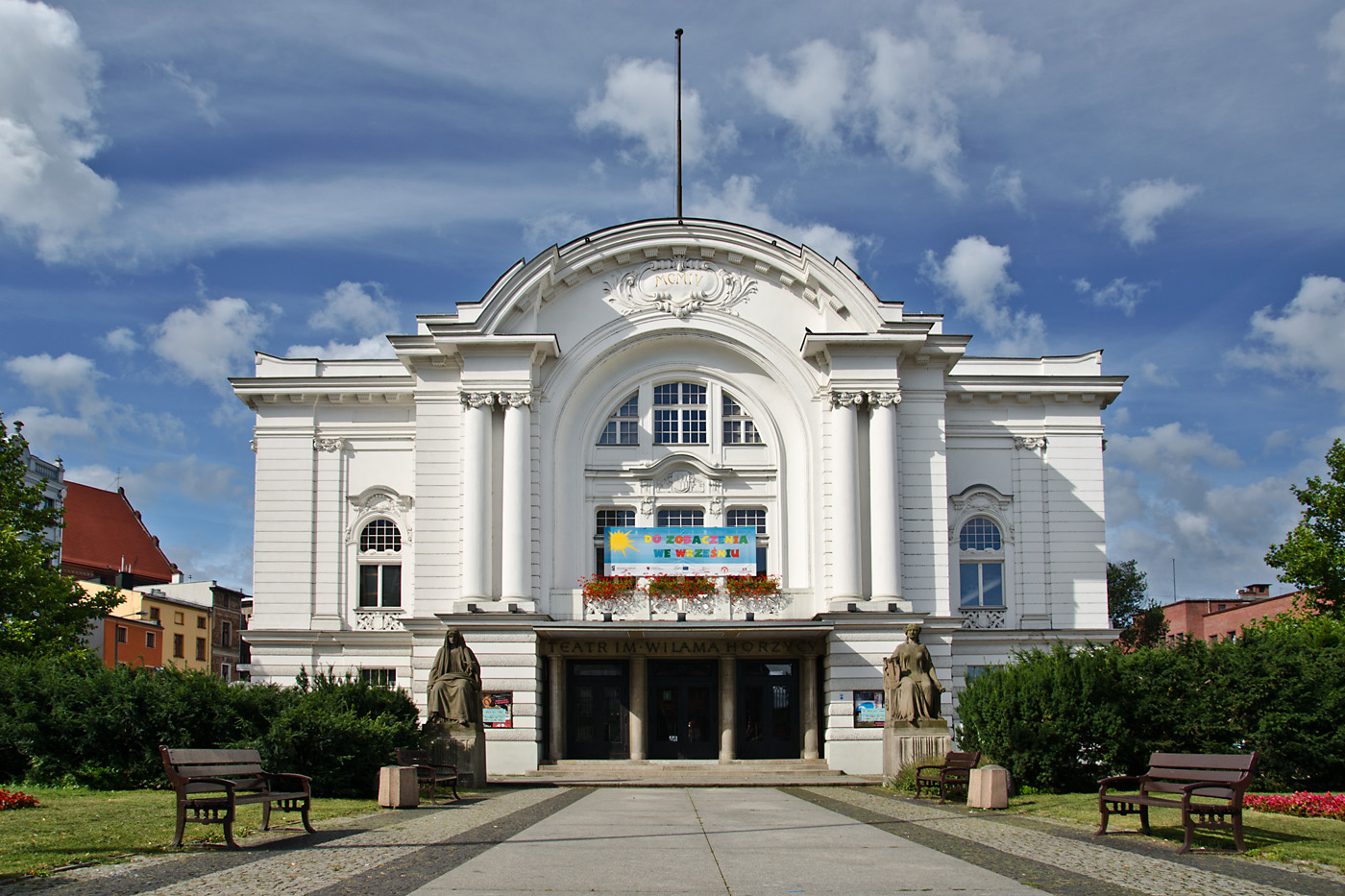
Nhà hát Wilam Horzyca ở Toruń (2012)

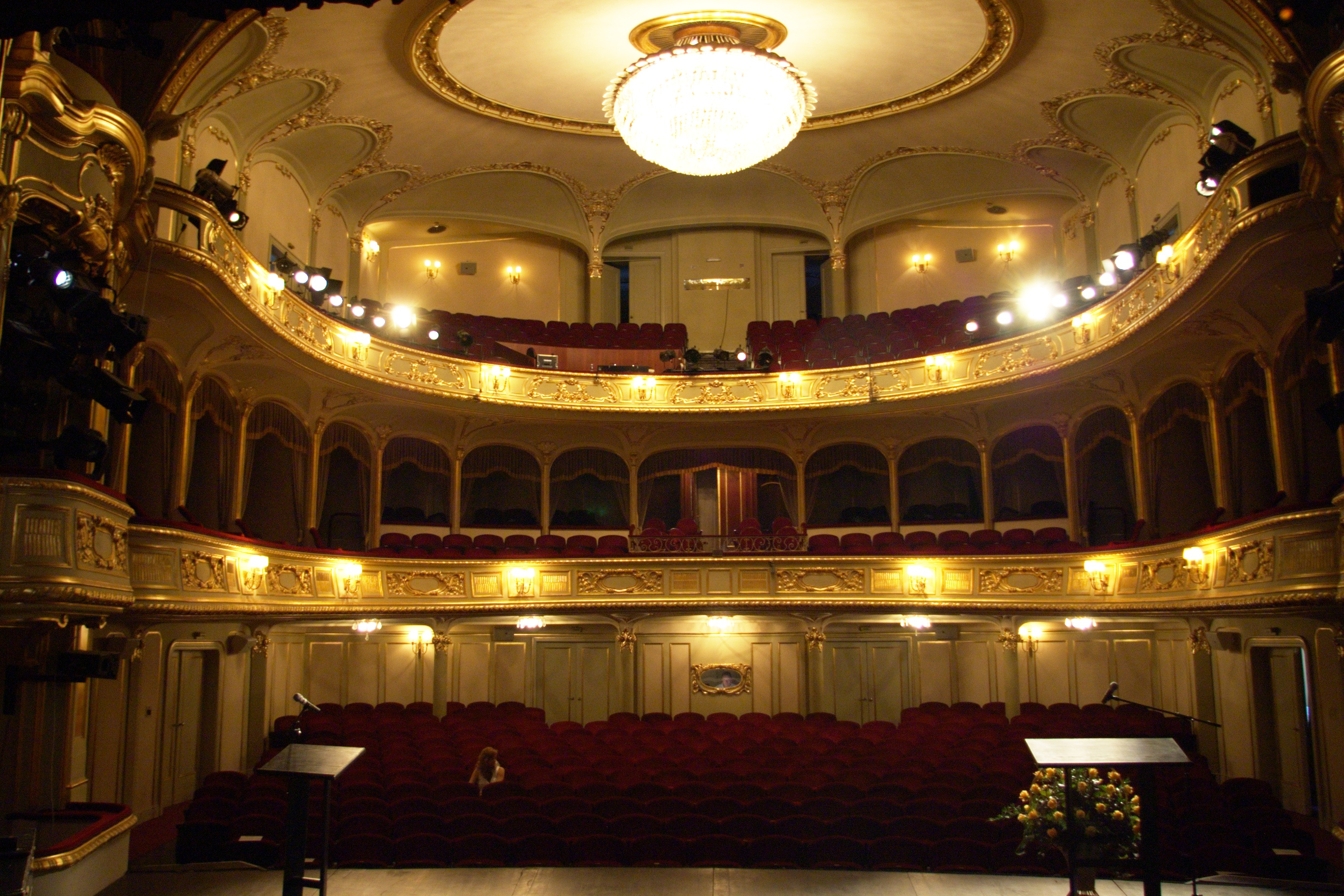
Khán đài (2008)

Nhà hát Wilam Horzyca ở Toruń (tiếng Ba Lan: Teatr im. Wilama Horzycy w Toruniu) là một trong những nhà hát kịch nổi tiếng ở Ba Lan, tọa lạc ở số 1 Quảng trường Nhà hát (Plac Teatralny), Toruń. Đây là một tổ chức văn hóa cấp tỉnh.

## Lịch sử
Tòa nhà của nhà hát được xây dựng vào năm 1904. Trong những năm đầu tiên ra đời, chỉ có các tiết mục bằng tiếng Đức được biểu diễn trên sân khấu của nhà hát. Vào thời điểm đó, những người nói tiếng Ba Lan ở Toruń sẽ không ghé thăm nhà hát này bởi lòng tự trọng. Năm 1920, nhà hát được một đội ngũ nghệ sĩ chuyên nghiệp người Ba Lan tiếp quản. Tháng 11 năm 1920, nhà hát ra mắt vở diễn đầu tiên bằng tiếng Ba Lan - "Zemsta" của nhà văn Aleksander Fredro, trước sự chứng kiến của Thủ tướng Vincent Witos. Tháng 9 năm 1971, Nhà hát Wilam Horzyca ở Toruń chính thức có tên trong danh sách di tích. Năm 2003, phần sân khấu và khán đài của nhà hát được trùng tu.

## Giám đốc nhà hát
| Nghệ sĩ           | Giai đoạn   | Ghi chú |
| ----------------- | ----------- | ------- |
| Wilam Horzyca     | 1945–1948   |         |
| Hugon Moryciński  | 1958-1972   |         |
| Marek Okopiński   | 1976–1983   |         |
| Krystyna Meissner | 1983–1996   |         |
| Jadwiga Oleradzka | 1997-2015   |         |
| Andrzej Churski   | Từ năm 2015 | [ 5 ]   |